# Ulrik Wilbek
Ulrik Wilbek (født 13. april 1958 i Tunis, Tunesien) er en dansk håndboldtræner, forfatter, foredragsholder og lokalpolitiker, der siden 1. januar 2018 har været borgmester i Viborg Kommune.
Efter en periode som aktiv idrætsudøver blev han træner i Virum-Sorgenfri Håndboldklub og senere i Viborg Håndboldklub. Han var desuden træner for kvindelandsholdet fra 1991 til 1998 og for herrelandsholdet fra 2005 til 2014. Han har skrevet bøger om sine oplevelser med håndbold samt om ledelse, hvilket danner grundlag for hans foredragsvirksomhed. 
Wilbek var medlem af byrådet i Viborg Kommune for partiet Venstre fra 1997 til 2001, og han var partiets borgmesterkandidat til kommunalvalget i november 2017. Han opnåede valg og blev ved den efterfølgende konstituering udpeget til borgmester med virkning fra 2018.

## Sportslig karriere

### Karriere som aktiv idrætsudøver
Ulrik Wilbek er født i Tunesien, hvor han boede de første tre år af sit liv. I sin ungdom var han aktiv i både fodbold, håndbold og atletik, og især i sidstnævnte viste han talent, idet han i trespring var på landsholdet og vandt tre bronzemedaljer på DM; 1980-81 og 1983. Han har sprunget 6,71 i længdespring (1983) og 14,53 i trespring (1981). Håndbold spillede han i Virum-Sorgenfri Håndboldklub, til en skade satte en stopper herfor. Derpå kastede han sig over træningen, og i perioden 1985-88 trænede han klubbens eliteherrer, der spillede i den bedste række.

### Trænerkarriere
I 1988 kom han første gang til Viborg HK for at træne dameholdet, som netop var rykket op i den bedste række. Med spillere som Anja Andersen og Wilbeks senere hustru Susanne Munk Lauritsen bed holdet sig fast og vandt i 1991 de første medaljer, der var af sølv. Wilbek blev derpå hentet af DHF til at træne det damelandshold, der få år før var på nippet til at blive nedlagt. Imidlertid havde store resultater med det ungdomslandshold, som Wilbek også var træner for ved siden af arbejdet i Viborg HK, fået forbundet til at give seniorholdet endnu en chance, og med Wilbek som træner gav det hurtigt bonus. Han fik etableret en grundstamme med spillere som Anja Andersen, Janne Kolling, Anette Hoffmann og Susanne Munk Lauritsen, der første gang for alvor viste sig på den internationale scene ved at vinde sølv ved VM i Norge 1993. Allerede året efter blev det til guld ved EM i Tyskland. Derefter vadede holdet i succes med guld ved OL i Atlanta som vel nok højdepunktet.
I 1998 valgte Ulrik Wilbek at stoppe på toppen med damelandsholdet for at vende tilbage til posten som klubtræner i Viborg HK. Det blev også her til en række succesfyldte år med fire DM-guldmedaljer og en finale i Champions League, inden Wilbek havde brug for nye udfordringer, som kunne opfyldes ved at blive træner for klubbens herrehold, der hidtil havde levet en lidt mere anonym tilværelse. Efter et par resultatmæssigt mere beskedne år på denne post overtog han herrelandsholdet. Træneren for herrelandsholdet,Torben Winther, havde et anstrengt forhold til nogle medier og blev fjernet trods gode resultater med et talentfyldt materiale. Blandt andet  2 bronzemedaljer ved EM - mesterskaberne. 
Med Wilbek som træner fortsatte herreholdet succesen med bronzemedalje ved EM i Schweiz 2006 og ved VM i Tyskland 2007. Han førte også de danske håndboldherrer frem til VM-finalen i Sverige 30. januar 2011 efter ni sejre på stribe. Den sidste forhindring mod VM-guldet var Frankrig, der dog viste sig at være for stor en mundfuld. Men sølvmedaljen var i hus, hvilket var en tangering af den hidtil bedste VM-præstation fra Sverige 1967.
Ved EM i 2008 formåede Wilbek at gøre det, som ingen tidligere dansk landsholdstrænere har formået, nemlig at vinde en slutrunde med det danske mandlige håndboldlandshold. Succesen blev gentaget i EM i 2012, da Danmark for anden gang vandt guldet. Ved VM i 2013 tabte Danmark finalen 19 - 35 til Spanien. Wilbek mødte ikke op til den efterfølgende pressekonference. Ved EM i 2014 tabte Danmark finalen til Frankrig 32 - 41.

## Privatliv
Privat blev Ulrik Wilbek i 1994 gift med damelandsholdets målmand Susanne Munk Lauritsen, og parret har to børn. Wilbek har endvidere en datter fra et tidligere forhold. Parret blev skilt i 2024. 
Ulrik Wilbeks mor Birgitte Wilbek var dansk landsholdspiller i både håndbold og basketball, i en periode fra 1963 var hun landstræner for kvindelandsholdet i håndbold, samme post, som hendes søn havde op gennem 1990’erne. Hans far Erik Wilbek var dansk landsholdspiller i basketball og deltog i EM 1951 og 1953. Kusinen Lise Wilbek var dansk mester på 100 og 200 meter løb 1977.

## Politiske karriere
Ved siden af karrieren som håndboldtræner har Wilbek også været politisk engageret. I perioden 1997-2001 var han indvalgt for Venstre i byrådet i Viborg Kommune, hvor han bl.a. var socialudvalgsformand. Han var kørt i stilling som partiets borgmesterkandidat til den nye store Viborg Kommune, men trak sig fra aktiv politik, da han blev træner for herrelandsholdet. Efter kommunalvalget i 2017 blev Ulrik Wilbek borgmester i Viborg kommune.
Wilbek har været medlem af bestyrelsen i KL (Kommunernes Landsforening) siden 11. april 2019.

## Andre aktiviteter
Ved siden af sin trænerkarriere har Wilbek oparbejdet en virksomhed som en eftertragtet foredragsholder, ikke mindst i erhvervslivet, hvor han i stor udstrækning formidler sine erfaringer med at skabe samarbejde på et hold bestående af meget forskellige mennesker. Det er også blevet til et par bøger fra Wilbeks hånd, bl.a. om ledelse og motivation. Wilbek var sportschef i Dansk Håndbold Forbund fra 2012 - 2016, men forlod posten efter at have været involveret i et lukket møde med flere spillere under OL. Et møde der blev afholdt uden landstrænerens viden.

## Hædersbevisninger
- 2010: Ridderkorset af Dannebrogordenen
- 2012: Kåret af IHF som den bedste herretræner i verden.[4]